# Laclo (Atsabe)
Laclo (Laklo, Lado) ist ein osttimoresischer Suco im Verwaltungsamt Atsabe (Gemeinde Ermera).

## Geographie

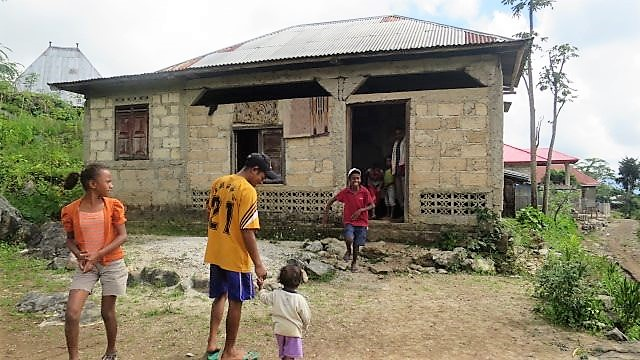
Wohnhaus in Laclo

Vor der Gebietsreform 2015 hatte Laclo eine Fläche von 2,35 km². Nun sind es 6,62 km². Der Suco liegt im Zentrum des Verwaltungsamts Atsabe. Nördlich liegt der Suco Baboi Craic, östlich der Suco Parami, südlich und westlich der Suco Malabe.
Im Zentrum des Sucos liegt Atsabe, der Hauptort des Verwaltungsamts. Hier befindet sich die Grundschule Escola Primaria Atsabe Villa, außerdem eine Präsekundärschule, ein Hubschrauberlandeplatz, eine Polizeistation und ein kommunales Gesundheitszentrum sowie die katholische Kirche São José Operario Atsabe. Im Süden liegt das Dorf Malitada.
Im Suco befinden sich die vier Aldeias Aileso, Malitada, Sorate und Tapomea.

## Einwohner
Im Suco leben 1.695 Einwohner (2022), davon sind 830 Männer und 865 Frauen. Im Suco gibt es 309 Haushalte. Über 84 % der Einwohner geben Kemak als ihre Muttersprache an. Über 9 % sprechen Tetum Prasa, Minderheiten Mambai oder Bunak.

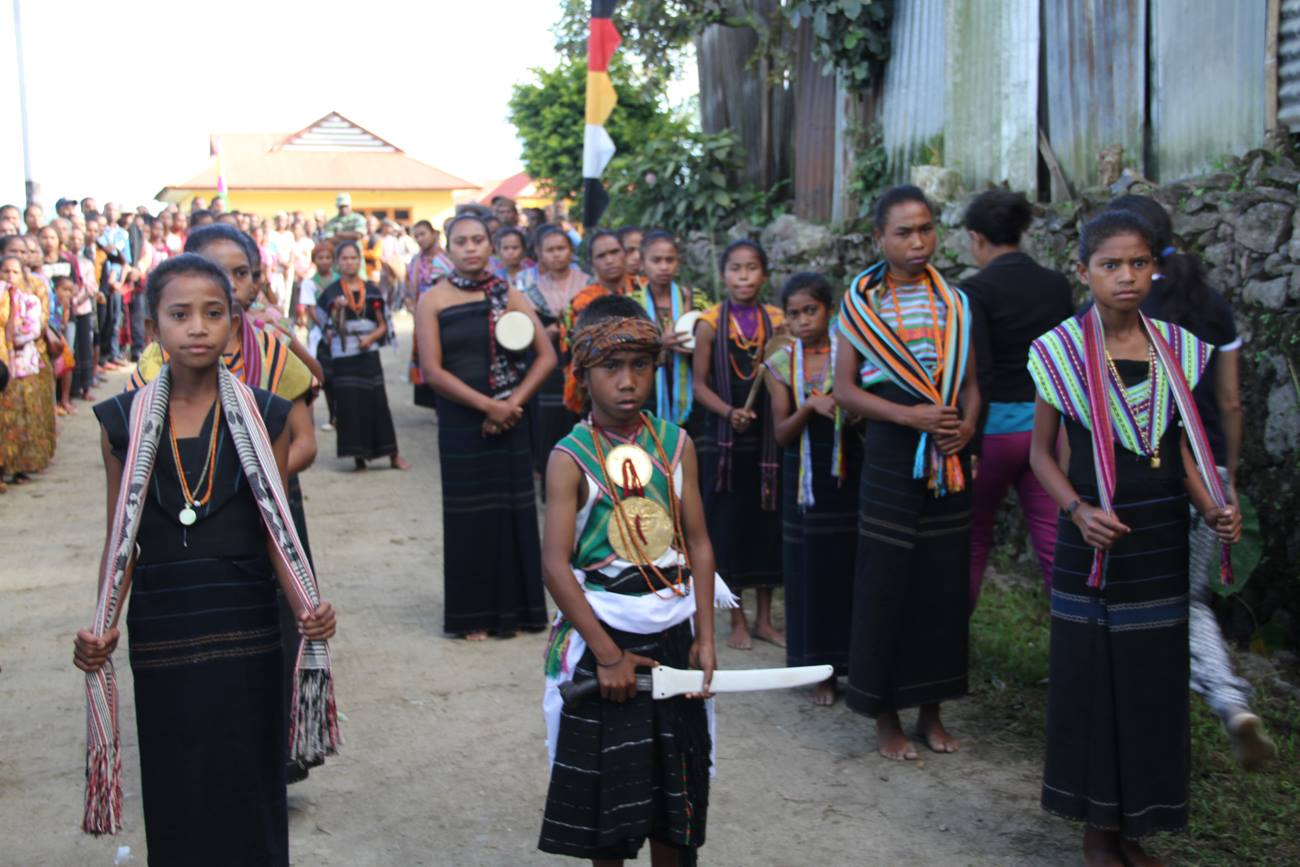
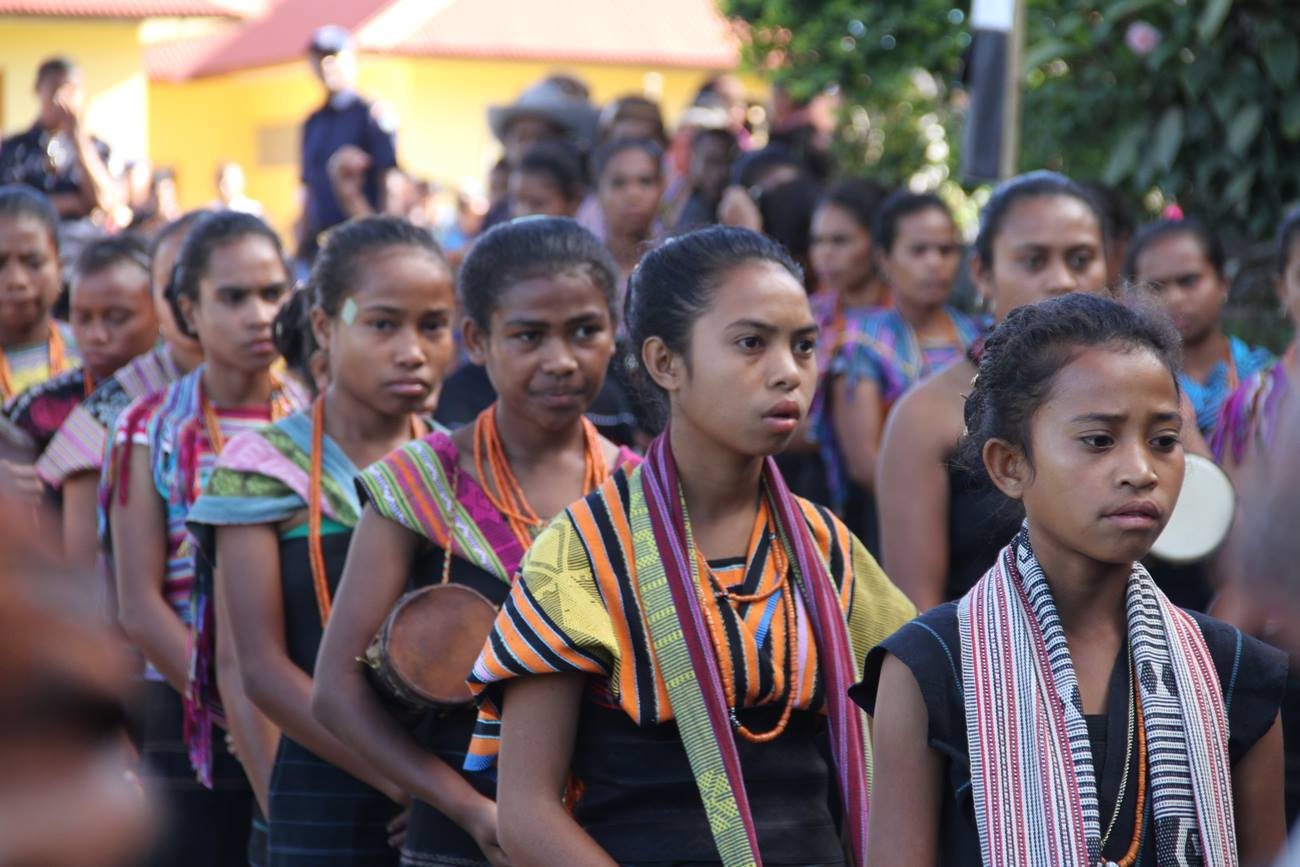
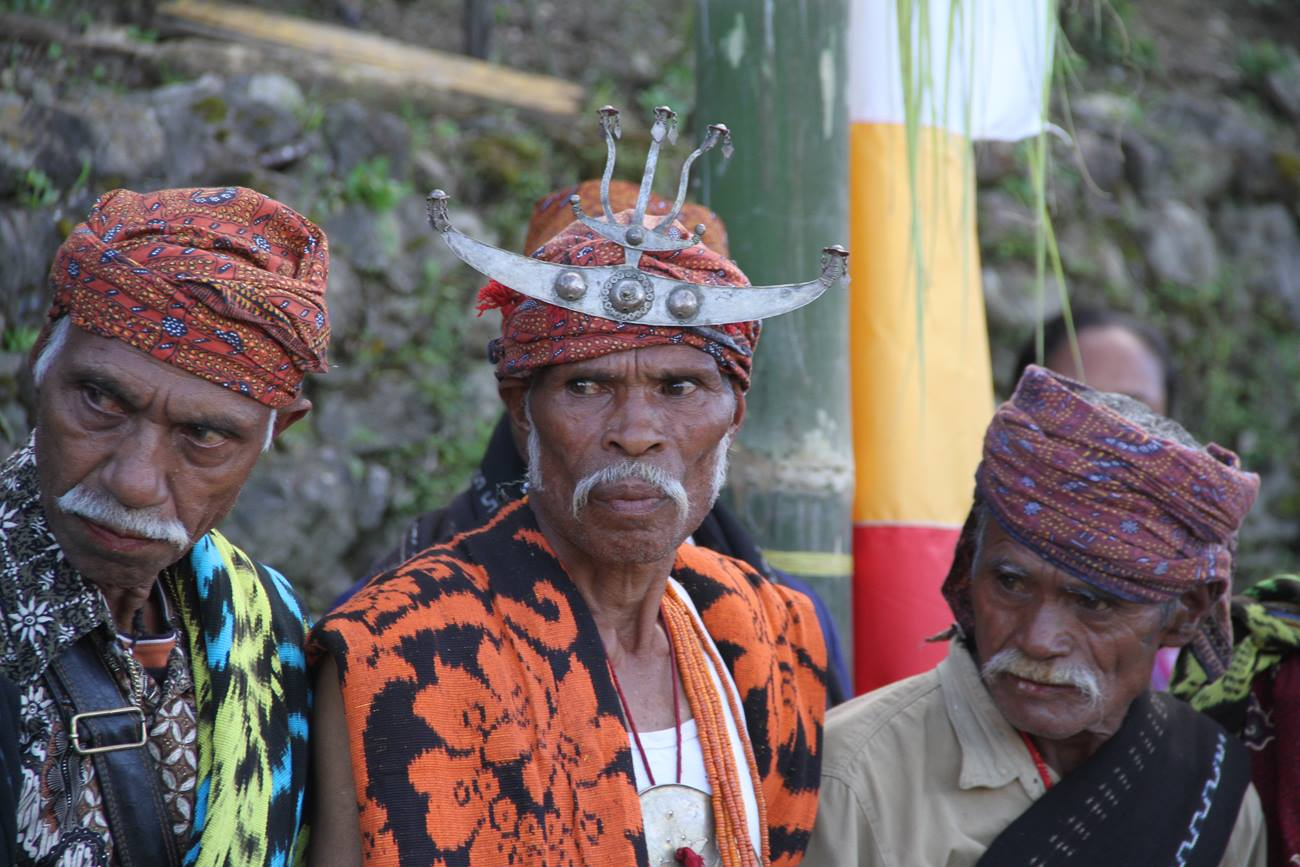
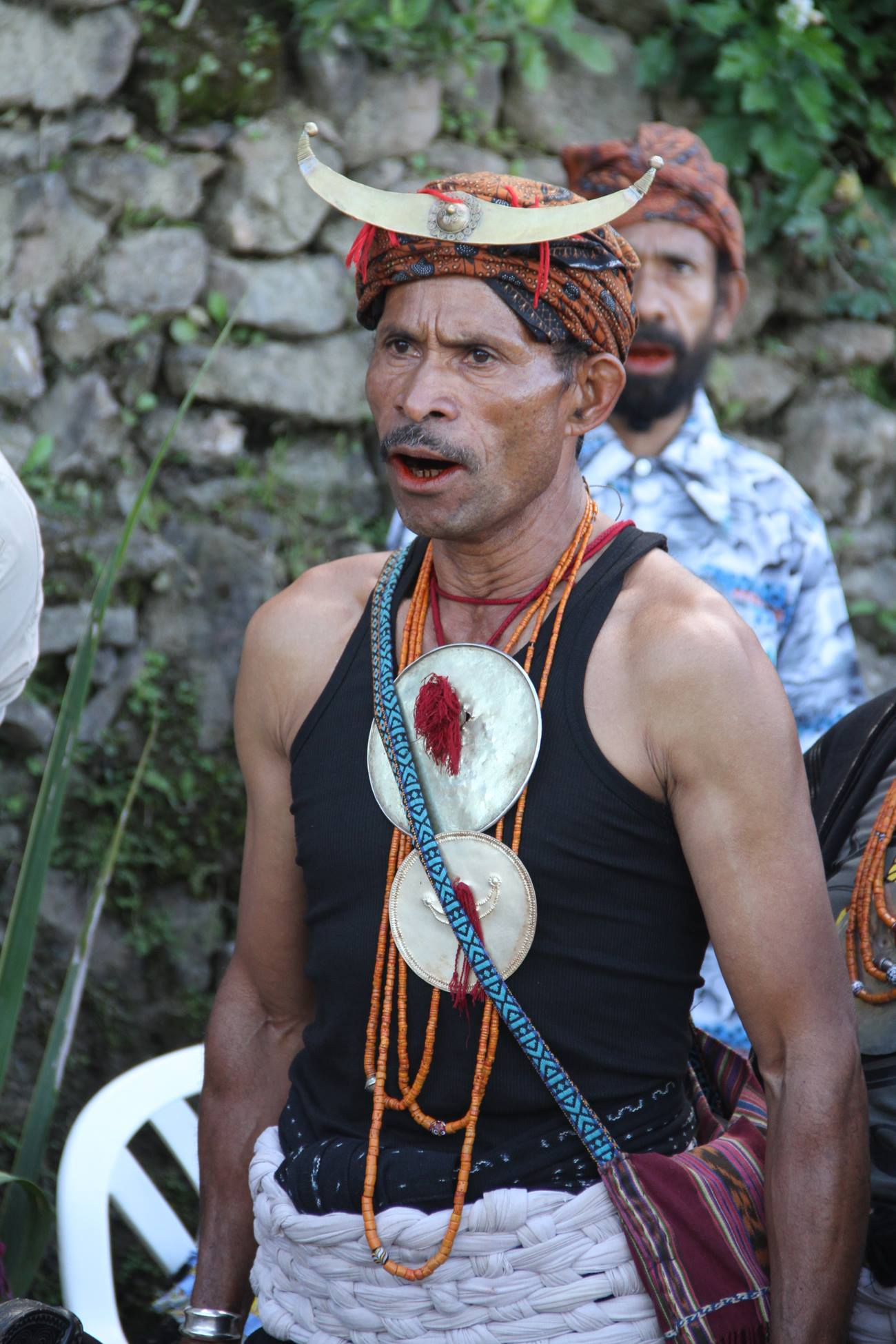
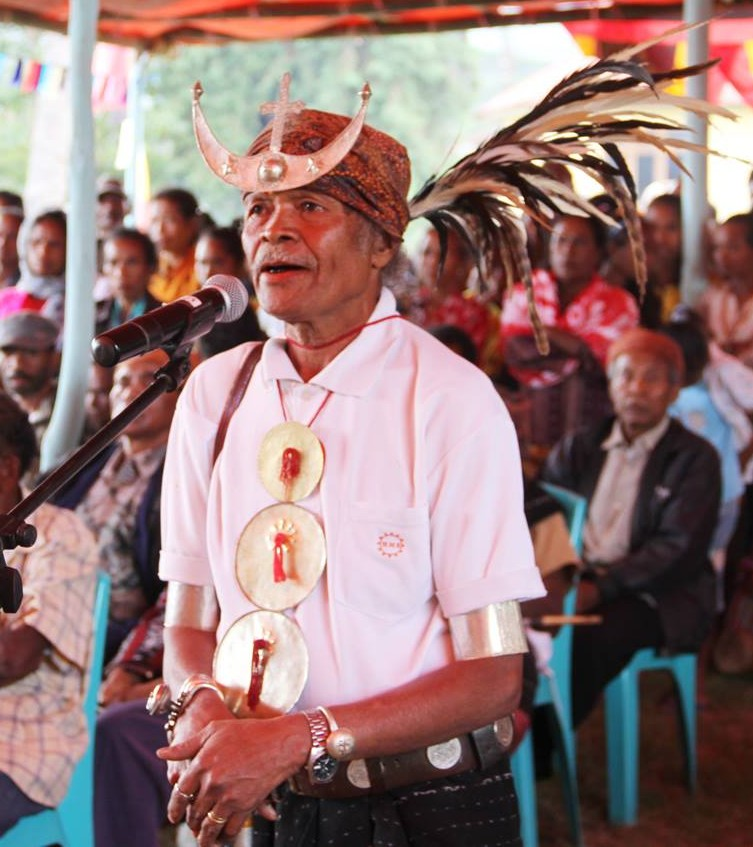

## Geschichte
Atsabe war bereits vor der Kolonialzeit eines der Zentren Timors. Herrscher war der Koronel bote (Tetum: Liurai) der Atsabe-Kemak. Atsabe dominierte die gesamten von Kemak bewohnten Gebiete in Osttimor. Das betraf neben der Region von Atsabe Gebiete im Norden des heutigen Bobonaro, im nördlichen Ainaro und im Gebiet von Suai. Laclo und Leimea werden in mündlichen Überlieferungen als Ursprung der Kemak bezeichnet, allerdings wurde das kulturelle und politische Zentrum später Tiarlelo, da dort der Koronel bote lebte. Die Koronel bote dieser Familie werden aber in einigen mündlichen Überlieferungen als Usurpatoren bezeichnet, welche die Herrschaft von Laclo und Leimea übernahmen.

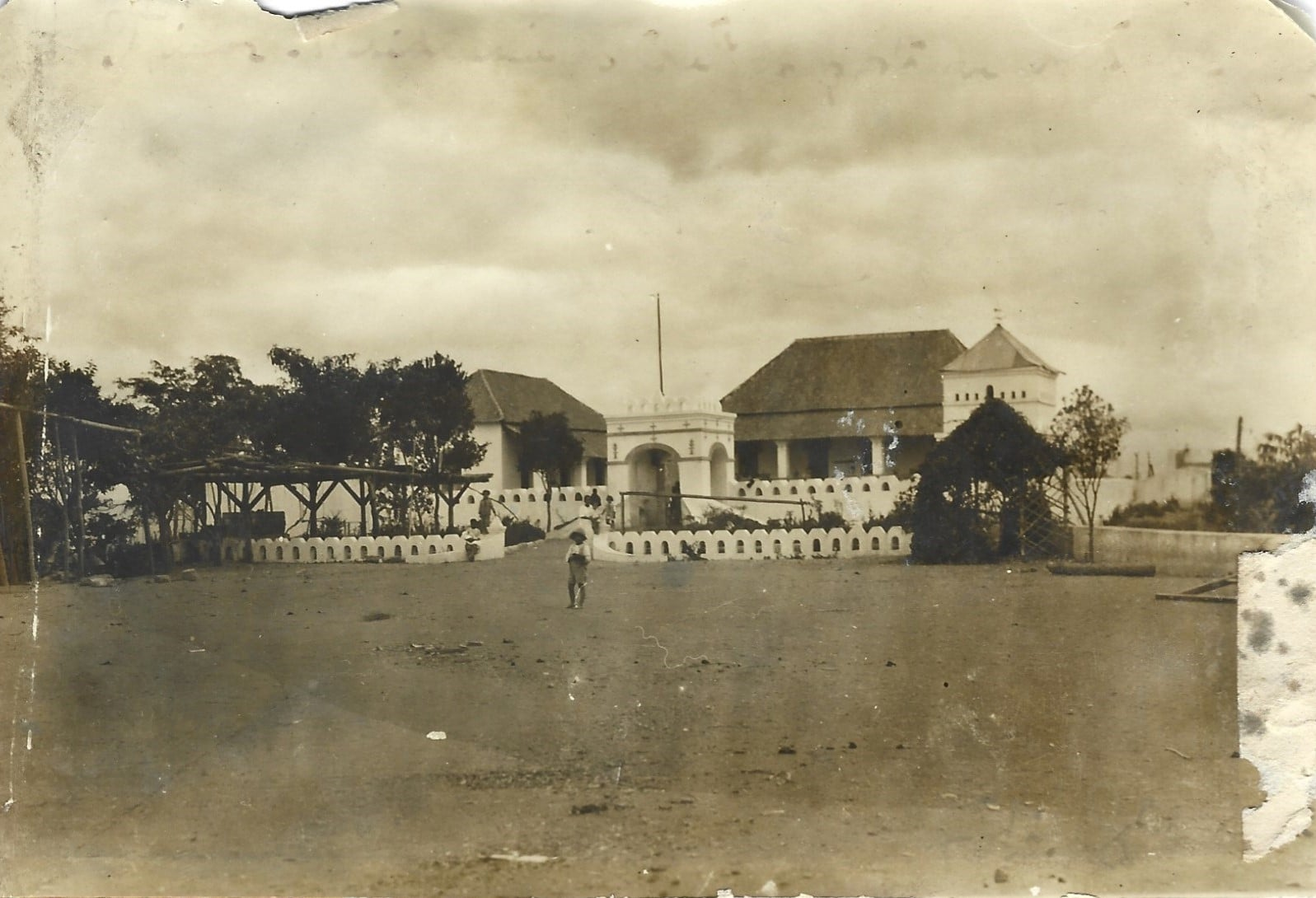
Fort von Atsabe (in den 1920er Jahren)
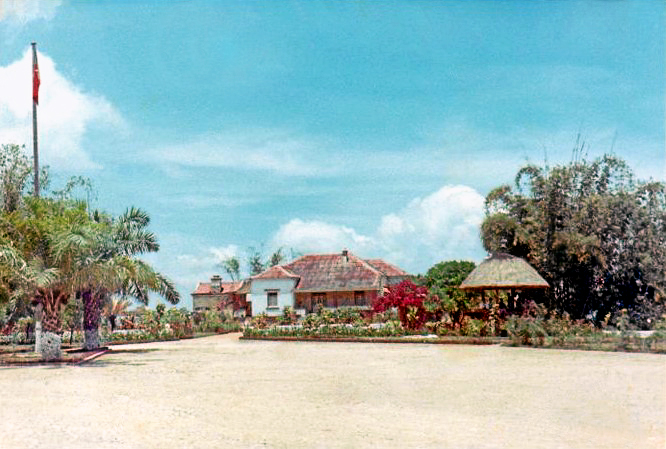
Haus des portugiesischen Militärkommandanten in Atsabe (1968/70)
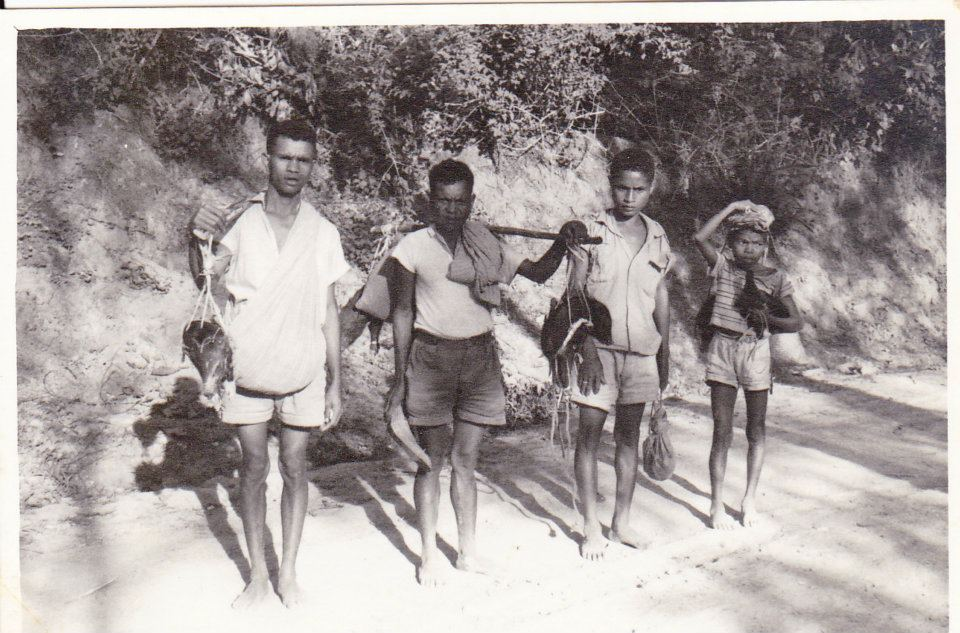
Männer mit Ferkeln auf dem Weg zum Markt in Atsabe (1968/70)
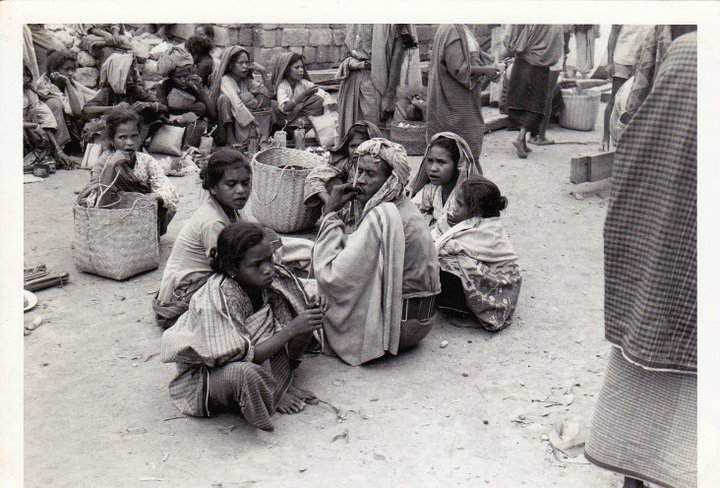
Markt in Atsabe (1968/70)
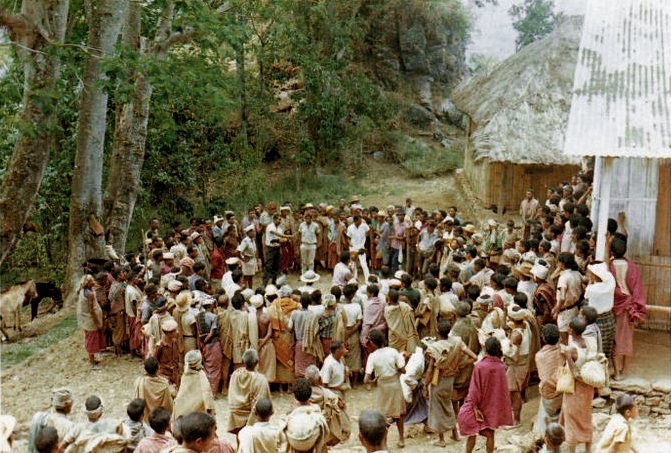
Hahnenkampfarena (1968/70)

## Politik
Bei den Wahlen von 2004/2005 wurde Francisco Fernandes zum Chefe de Suco gewählt. Bei den Wahlen 2009 gewann Ernesto Martins und 2016 Marcelo Mau-Lelo.